# Mártires do Japão
A expressão Mártires do Japão designa vários grupos de mártires cristãos que morreram no Japão devido à sua fé, como por exemplo:
- Os 26 Mártires do Japão, franciscanos e jesuítas, martirizados em 1597 (incluindo São Paulo Miki, São Diogo Kisai, São Filipe de Jesus).
- Frei Pedro Manrique de Zúñiga y Velasco, agostiniano, Frei Luís Flores, dominicano, e os seus 13 companheiros, martirizados em 1622.
- Os mártires tomasianos de 1637, dominicanos do Colégio de São Tomás de Manila: São Lourenço Ruiz, Santo António Gonzalez, São Domingos Ibáñez de Erquicia, São Jacobo Kyushei Tomonaga e outros 13 companheiros.[1]
- Frei Vicente de Santo António (mais conhecido como São Vicente de Albufeira), martirizado a 3 de Setembro de 1623, e todos os demais religiosos martirizados no Japão.

No total contabilizam-se 205 mártires entre 1597 e 1637; 16 deles entre 1633 e 1637 e dois padres agostinianos em 1632 (Martín Lumbreras Peralta e Melchor Sánchez Pérez, beatificados em 23 de abril de 1989). Em 24 de novembro de 2008 foram beatificados Pedro Kibe Kasui e outros 108 mártires correspondentes ao período entre 1603-1639.

## Cristianismo no Japão
O xogunado e governo imperial tolerou inicialmente o estabelecimento de missões católicas e dos missionários, pensando aproveitar o facto de a presença dos cristãos vir a enfraquecer o poder dos monges budistas, e ajudar no comércio com Espanha e Portugal. Porém, o xogunado receou o colonialismo, vendo que as Filipinas tinham sido tomadas pelos espanhóis após a conversão da população. O governo xogum viu o cristianismo como uma ameaça, e começou a perseguir os cristãos. A religião católica foi banida e os que recusassem renegá-la eram executados.